# Paul Ackermann
Cet article concerne le linguiste français. Pour le journaliste et essayiste suisse, voir Paul Ackermann (journaliste). Pour le peintre et lithographe roumain, voir Paul Ackerman.
Pour les articles homonymes, voir Ackermann.
Paul Ackermann (Altkirch, 20 avril 1812 - Montbéliard, 26 juillet 1846) est un linguiste français.

## Biographie
Paul Ackermann est né à Altkirch en Alsace dans une famille luthérienne. Son père est receveur municipal. Il est élevé à Montbéliard d’où est originaire sa mère. Ses parents le destinent aux fonctions de pasteur ; il fait des études de théologie à la Faculté protestante de Strasbourg, mais perd la foi et renonce à la carrière pastorale. Il se tourne vers des études littéraires et philologiques.
Il vient à Paris en 1833, se lie avec Charles Nodier et, par l'intermédiaire de Gustave Fallot, il fait la connaissance de Proudhon avec qui il entretient une correspondance. Il commence à publier des travaux de linguistique et collabore au Journal de la langue française. En 1838, il est membre de la Société linguistique de Paris, en 1839 de la Société des antiquaires de Normandie.
Il quitte la France en 1840 pour Berlin avec une recommandation pour Alexandre de Humboldt qui lui obtient un poste auprès de Johann D. E. Preuß (de), chargé de la publication des œuvres françaises de Frédéric II. Trois des 31 volumes de cette édition qui paraît à Berlin en 1846 ont été publiés sous la direction d'Ackermann. Il publie quatre ouvrages de linguistique et est nommé membre de l'Académie royale des sciences de Prusse. En 1843, il épouse une Française, Victorine Choquet (1813-1890), poétesse, qui est aussi sa collaboratrice.
Surmené et atteint de phtisie, il revient à Montbéliard en 1846 où il meurt à 34 ans. Il est enterré au cimetière français de Berlin.

## Œuvres
- Vocabulaire de la langue française extrait de la dernière édition du Dictionnaire de l’Académie avec les étymologies, la prononciation et un vocabulaire géographique ; rédigé exclusivement pour les écoles, Paris, 1836, en collaboration avec Charles Nodier. C’est un abrégé sélectif du Dictionnaire de l’Académie.
- Essai sur l'analyse physique des langues, ou de la formation et de l'usage d'un alphabet méthodique, 1838. Ackermann y est un des précurseurs de la phonétique en posant la question d’un alphabet phonétique universel grâce auquel il veut « perfectionner l’instrument de la notation des langues » (p. VII), mais il ne donne pas d’exemple de transcription[2].
- Édition du manuscrit de Gustave Fallot, Recherches sur les formes grammaticales de la langue française et ses dialectes au XIIIe siècle, Paris, 1839.
- Édition de La deffence et illustration de la langue françoyse, de Joachim du Bellay, qu’il fait précéder d'un Discours sur le bon usage de la langue française, 1839.
- Traité de l'accent appliqué à la théorie de la versification, Berlin, 1840 (rééd. 1843 et 1848).
- Examen de quelques faits relatifs à la formation et à la culture de la langue française, 1840.
- Dictionnaire des antonymes ou contre-mots : ouvrage fondé sur les écrivains classiques, Paris, Strasbourg et Berlin, 1842. Basé sur un corpus de 1400 citations littéraires d’écrivains des XVIIe et  XVIIIe siècles contenant des termes qui s’opposent : le but est d’aider à comprendre clairement une notion (« C’est en opposant à un mot les termes qui ont une signification négative de son sens, qu’on le définira avec la plus grande exactitude », p. III)[3].
- Essai sur les catégories, Berlin 1844.
- Remarques sur la langue française ou Répertoire grammatical, Berlin, 1845.

Il est aussi l’auteur d’un Éloge de l’abbé d’Olivet, couronné en 1839 par l’Académie des Sciences, Belles-lettres et Arts de Besançon, de poèmes (Chants d’amour et Poésies diverses en 1841) et d’une réflexion sur la poésie (Du principe de la poésie et de l'éducation du poète, 1841).